# Plecoptera annexa
Plecoptera annexa là một loài bướm đêm trong họ Erebidae.